# .577 Snider
El cartucho .577 Snider, de fuego central de pólvora negra, que disparaba un proyectil de plomo de 0,577 pulgadas (1,5 cm) con un peso de 480 granos, fue utilizado principalmente en el rifle Snider-Enfield .
Los primeros cartuchos .577 Snider fueron producidos utilizando papel, folio de latón y fulminantes estampados en la base del casquillo, al igual que la primera generación de cartuchería Martini-Henry. 
Más adelante, fueron producidos de la misma manera que la munición moderna para armas ligeras. 
El .577 Snider fue reemplazado por el .577/450 Martini-Henry en la década de los 1870s. 
Actualmente el cartucho Snider es considerado obsoleto,desde que fueron descontinuados a escala comercial en los 1930s.